# 31. (slovenska) divizija (NOVJ)
31. (slovenska) divizija je bila partizanska divizija, ki je delovala v sklopu NOV in POJ v Jugoslaviji med drugo svetovno vojno.
Ustanovljena je bila januarja 1944 s preimenovanjem 26. divizije.